# 顯美洲鱥
顯美洲鱥（學名：Notropis scepticus），為輻鰭魚綱鯉形目雅羅魚科的其中一種，分布於北美洲美國北卡羅萊那州費爾岬河到喬治亞州賽凡那河流域，本魚呈長橢圓形且側扁，眼大、口近下位，體長可達9公分，棲息在流動快速、沙石底質的中小型溪流，生活習性不明。